# Maraton w Kijowie
Maraton w Kijowie – maratoński bieg uliczny rozgrywany co roku w Kijowie, na Ukrainie. Pierwsza edycja maratonu odbyła się 16 października 2010 roku. Od początku w zawodach uczestniczyli zarówno mężczyźni, jak i kobiety.

## Lista zwycięzców
Lista zwycięzców maratonu w Kijowie:
| Edycja | Data                 | Zwycięzca wśród mężczyzn | Kraj    | Czas    | Zwyciężczyni wśród kobiet | Kraj    | Czas    |
| ------ | -------------------- | ------------------------ | ------- | ------- | ------------------------- | ------- | ------- |
| 8      | 8 października 2017  | Artem Piddubnyi          | Ukraina | 2:24:20 | Iryna Masnyk              | Ukraina | 2:48:13 |
| 7      | 9 października 2016  | Oleh Leshchyshyn         | Ukraina | 2:31:10 | Yuliia Bairamova          | Ukraina | 3:01:11 |
| 6      | 27 września 2015     | Yevhen Hlyva             | Ukraina | 2:32:39 | Yana Kulykova             | Ukraina | 3:33:27 |
| 5      | 27 kwietnia 2014     | Dmytro Pozhevilov        | Ukraina | 2:30:21 | Olga Dehtiarenko          | Ukraina | 3:00:00 |
| 4      | 28 kwietnia 2013     | Andriy Naumov            | Ukraina | 2:19:17 | Tetiana Rybalchenko       | Ukraina | 2:44:41 |
| 3      | 6 maja 2012          | Viktor Starodubtsev      | Ukraina | 2:25:27 | Liudmyla Shelest          | Ukraina | 3:15:34 |
| 2      | 18 września 2011     | Volodymyr Horban         | Ukraina | 2:27:26 | Tetiana Ivanova           | Ukraina | 2:46:39 |
| 1      | 16 października 2010 | Volodymyr Horban         | Ukraina | 2:26:36 | Liudmyla Shelest          | Ukraina | 3:09:16 |